# 1964 في تشيلي
فيما يلي قوائم الأحداث التي وقعت خلال عام 1964 في تشيلي.

## سياسة

### تعيين في المنصب
- 3 نوفمبر – إدواردو فري مونتالبا رئيس تشيلي.

## مواليد

### نوفمبر
- 14 نوفمبر – كارلوس تشانديا

## وفيات

### أبريل
- 11 أبريل – غييرمو سوبيابري (مواليد 1903) لاعب كرة قدم تشيلي.

### يونيو
- 26 يونيو – إبيراردو فيلالوبوس (مواليد 1908) لاعب كرة قدم تشيلي.